# Botrynema
A Botrynema é um género de hidrozoários da família Halicreatidae.

## Espécies
Existem duas espécies reconhecidas no género Botrynema:
- Botrynema brucei (Browne, 1908)
- Botrynema ellinorae (Hartlaub, 1909)